# Giandomenico Spinola
Giandomenico Spinola (né à Gênes, en 1580 et mort à Mazara, le 11 août 1646) est un cardinal italien du XVIIe siècle.
Il est l'oncle du cardinal Giambattista Spinola, seniore (1681) et le grand-oncle du cardinal Niccolò Spinola (1715).

## Biographie
Spinola est protonotaire apostolique et clerc à la Chambre apostolique. Il est référendaire au tribunal suprême de la Signature apostolique, auditeur général à la Chambre apostolique et juge à la Curie romaine. Spinola est aussi administrateur de l'archidiocèse de Messine et abbé commendataire de S. Maria di Taglieto.
Il est créé cardinal par le pape Urbain VIII lors du consistoire du 19 janvier 1626. Le cardinal Spinola est protecteur de la république de Gênes en 1626-1629.
Spinola est archevêque d'Acerenza et Matera en 1630-1632, archevêque de Luni-Sarzana en 1632-1636 et de Mazara à partir de 1636. En 1642-1643 il est camerlingue du Sacré Collège. Spinola participe au conclave de 1644, lors duquel Innocent X est élu pape.